# Роган Бопанна
Роган Бопанна (англ. Rohan Bopanna) — індійський тенісист, спеціаліст із парної гри, чемпіон Ролан-Гарросу у міксті.
Бопанна виграв Відкритий чемпіонат Франції 2017 року в парі з канадкою Габріелою Дабровскі. Він став четвертим переможцем турніру Великого шолома з Індії після Магеша Бгупаті, Леандера Паеса та Сані Мірзи.

## Значні фінали

### Фінали турнірів Великого шолома

#### Парний розряд: 1 (0-1)
| Результат | Рік  | Турнір  | Поверхня | Партнер             | Супротивники         | Рахунок            |
| --------- | ---- | ------- | -------- | ------------------- | -------------------- | ------------------ |
| Поразка   | 2010 | US Open | Хард     | Айсам ул-Гак Куреші | Боб Браян Майк Браян | 6–7(5–7), 6–7(4–7) |

#### Змішаний парний розряд: 2 (1-1)
| Результат | Рік  | Турнір          | Поверхня | Партнерка          | Супротивники                     | Рахунок           |
| --------- | ---- | --------------- | -------- | ------------------ | -------------------------------- | ----------------- |
| Перемога  | 2017 | French Open     | Ґрунт    | Габріела Дабровскі | Анна-Лена Гренефельд Роберт Фара | 2–6, 6–2, [12–10] |
| Поразка   | 2018 | Australian Open | Хард     | Тімеа Бабош        | Габріела Дабровскі Мате Павич    | 6–2, 4–6, [9–11]  |

### Фінали підсумкового турніру року

#### Парний розряд: 2 (0-2)
| Результат | Рік  | Турнір | Поверхня | Партнер       | Супротивники                  | Рахунок          |
| --------- | ---- | ------ | -------- | ------------- | ----------------------------- | ---------------- |
| Поразка   | 2012 | Лондон | Хард (i) | Магеш Бгупаті | Марсель Гранольєрс Марк Лопес | 5–7, 6–3, [3–10] |
| Поразка   | 2015 | Лондон | Хард (i) | Флорін Мерджа | Жан-Жульєн Роєр Горія Текеу   | 4–6, 3–6         |

### Фінали турнірів Мастерс 1000

#### Парний розряд: 9 (4— 5)
| Результат | Рік  | Турнір      | Поверхня | Партнер             | Супротивники                        | Рахунок               |
| --------- | ---- | ----------- | -------- | ------------------- | ----------------------------------- | --------------------- |
| Перемога  | 2011 | Paris       | Хард (i) | Айсам ул-Гак Куреші | Жульєн Беннето Ніколя Маю           | 6–2, 6–4              |
| Поразка   | 2012 | Cincinnati  | Хард     | Магеш Бгупаті       | Роберт Ліндстедт Горія Текеу        | 5–7, 3–6              |
| Поразка   | 2012 | Шанхай      | Хард     | Магеш Бгупаті       | Леандер Паес Радек Штепанек         | 7–6(9–7), 3–6, [5–10] |
| Перемога  | 2012 | Paris       | Хард (i) | Магеш Бгупаті       | Айсам-ул-Гак Куреші Жан-Жульєн Роєр | 7–6(8–6), 6–3         |
| Поразка   | 2013 | Rome        | Ґрунт    | Магеш Бгупаті       | Боб Браян Майк Браян                | 2–6, 3–6              |
| Перемога  | 2015 | Мадрид      | Ґрунт    | Флорін Мерджа       | Марцін Матковський Ненад Зімоньїч   | 6–2, 6–7(5–7), [11–9] |
| Поразка   | 2016 | Мадрид      | Ґрунт    | Флорін Мерджа       | Жан-Жульєн Роєр Горія Текеу         | 4-6, 6–7(5–7)         |
| Перемога  | 2017 | Монте-Карло | Ґрунт    | Пабло Куевас        | Фелісіано Лопес Марк Лопес          | 6–3, 3–6, [10–4]      |
| Поразка   | 2017 | Montreal    | Хард     | Іван Додіг          | П'єр-Юг Ербер Ніколя Маю            | 4-6, 6–3, [6-10]      |

### Олімпійські фінали

#### Мікст: 0
| Результат | Рік  | Турнір         | Поверхня | Партнерка  | Супротивники                   | Рахунок  |
| --------- | ---- | -------------- | -------- | ---------- | ------------------------------ | -------- |
| 4 місце   | 2016 | Ріо-де-Жанейро | Хард     | Саня Мірза | Луціє Градецька Радек Штепанек | 1–6, 5–7 |

## Виноски
1. 1 2  Association of Tennis Professionals website
2. ↑  Rankings Парний розряд. ATP Tour. Архів оригіналу за 30 листопада 2022. Процитовано 15 травня 2023.

| Тенісист | Це незавершена стаття про тенісиста чи тенісистку. Ви можете допомогти проєкту, виправивши або дописавши її. |